# Peugeot 908 Hybrid4

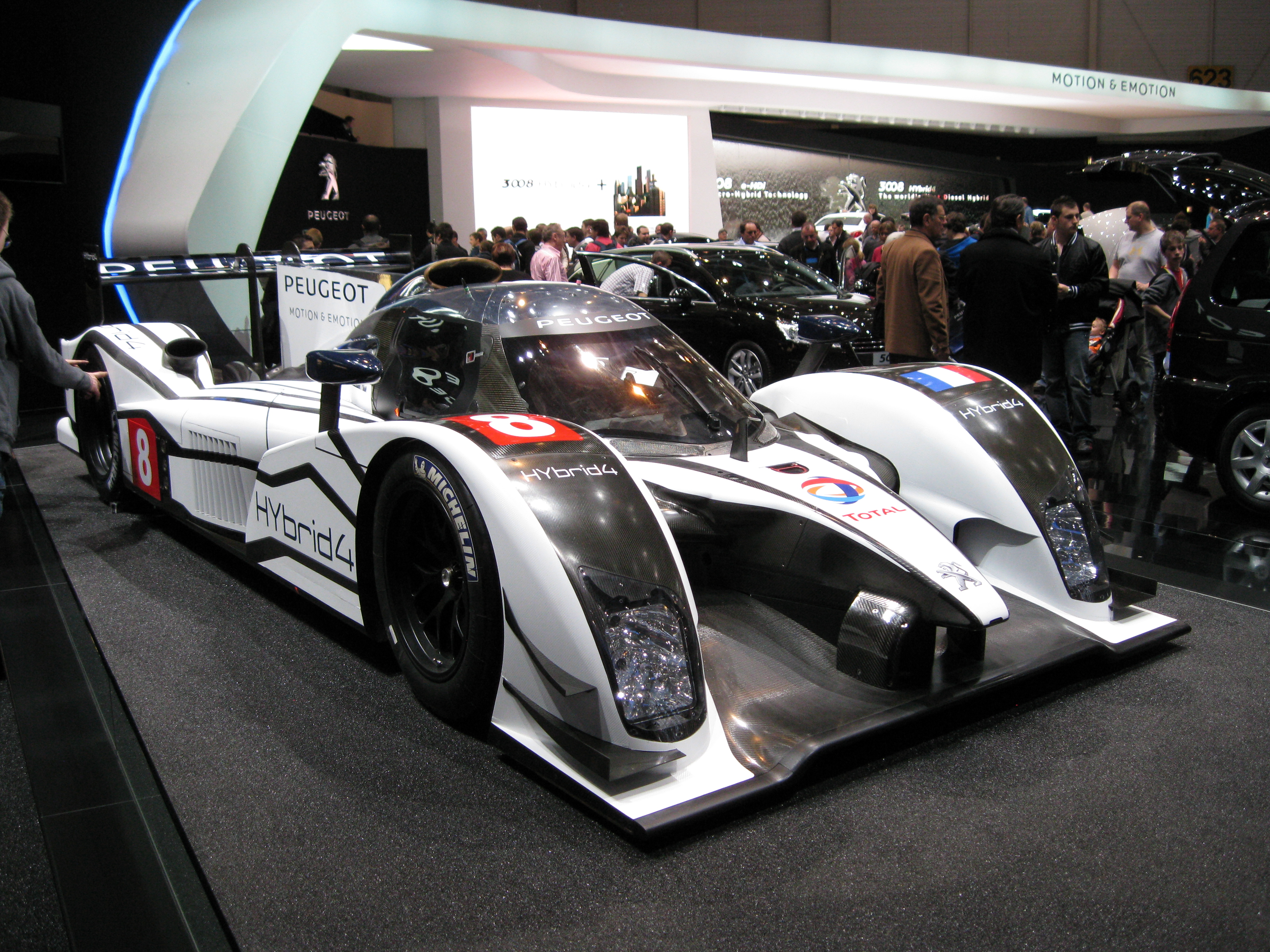
Peugeot 908 Hybrid4 auf dem Genfer Auto-Salon 2011

Der Peugeot 908 Hybrid4 war ein LMP1-Prototyp, der 2011 bei Peugeot Sport entwickelt wurde.

## Entwicklungsgeschichte und Technik
Auf dem Genfer Auto-Salon 2011 präsentierte Peugeot die Hybridvariante 908 Hybrid4 als Nachfolger des Peugeot 908, die zusätzlich einen 59 kW starken Elektromotor besaß, der seine Kraft automatisch auf die Hinterachse leitete. Dessen Antriebsenergie wurde in Lithium-Ionen-Akkumulatoren gespeichert, die bei einem Bremsvorgang eine Energie von bis zu 500 kJ aufnehmen konnten. Das System wurde anders als das KERS in der Formel 1 nicht per Knopfdruck vom Fahrer aktiviert, sondern arbeitete selbstständig. Trotz des zusätzlichen Hybridsystems wurde das im Reglement vorgeschriebene Mindestgewicht von 900 kg nicht überschritten.
Die Hybridvariante sollte beim Le-Mans-Vortest 2011 eingesetzt werden. Am 11. April 2011 gab Peugeot bekannt, sich aufgrund von Zweifeln an der Zuverlässigkeit der Hybrid-Technologie vollständig auf den Einsatz der normalen Version des Peugeot 908 konzentrieren zu wollen. Ein Renn-Debüt der Hybrid-Variante werde es frühestens beim Abschlussrennen des Intercontinental Le Mans Cup 2011 im November geben.
Mitte November 2011, als der Rennkalender der neuen FIA-Langstrecken-Weltmeisterschaft (WEC) vorgestellt worden war, äußerte sich Peugeots Technikchef Bruno Famin positiv über die Aufnahme weiterer Rennen u. a. in Brasilien. Allerdings befürchtete er auch Kostensteigerungen, die nun ausgeschriebene Weltmeisterschaft werde zahlreichere Tests nach sich ziehen, und aufgrund der Verteilung der Rennen seien Logistikprobleme zu erwarten. Am 18. Januar 2012 gab Peugeot bekannt, dass das Team 2012 weder zur WEC, noch zu den 24 Stunden von Le Mans antreten werde. Als Ursache für den sofortigen Rückzug aus dem Langstreckensport wurden wirtschaftliche Schwierigkeiten im europäischen Absatzmarkt angegeben. Am 30. März 2012 machte Famin weitere Informationen zur Einstellung des Rennprogramms bekannt. Demnach hatte sich der Hybridantrieb in umfangreichen Tests bewährt und intern war ein Plan zur Kostenreduktion ausgearbeitet worden. Für die ersten fünf WEC-Läufe inklusive des Rennens in Le Mans wären werksseitig zwei 908 Hybrid4 eingesetzt worden. Die letzten drei Rennen hätte ein neues Privatteam bestritten. Dieses Vorhaben wurde jedoch kurzfristig vom PSA-Vorstand verworfen.

## Renngeschichte
Der 908 Hybrid4 kam damit nie zu einem Einsatz unter Wettkampfbedingungen.